# Gouda (formatge)
El gouda és un formatge de pasta premsada no cuita de vaca de característic color groc, de sabor suau i agradable. S'anomena així per la ciutat Gouda (Països Baixos), encara que actualment és un nom genèric, no limitat als formatges d'origen neerlandès.